# Molophilus (Molophilus) kiushiuensis
Molophilus (Molophilus) kiushiuensis is een tweevleugelige uit de familie steltmuggen (Limoniidae). De soort komt voor in het Palearctisch gebied.